# Center for UFO Studies
Le Center for UFO Studies (CUFOS) (« centre pour l'étude des ovnis » en français) est une association internationale d'étude du phénomène ovni, qui a été fondée en 1973 par l'astronome américain J. Allen Hynek, professeur à l'Université Northwestern de Chicago, spécialiste des ovnis. Hynek a d'ailleurs été conseiller  scientifique du projet Blue Book (étude officielle des OVNI par l'armée américaine). 
Après la fin de Blue Book en 1969, il décida de fonder sa propre organisation afin de poursuivre l'étude du phénomène. Ce fut le Collège Invisible, association informelle de scientifiques, elle aussi créée par Hynek et qui servit de base pour la création du CUFOS en 1973. Ayant son siège à Chicago, le CUFOS rassemble scientifiques, ingénieurs ou amateurs de tous pays et de toutes spécialités, autour d'un même objectif : mener une étude scientifique et rigoureuse du phénomène ovni, sans aucun préjugé ni a priori. Le CUFOS publie tous les deux mois le magazine International UFO Reporter et tous les ans un rapport complet : le Journal of UFO Studies. Par ailleurs le CUFOS gère l'UFOCAT, la plus grande et la plus complète base de données consacrée aux ovnis dans le monde. L'association dispose par ailleurs d'une ligne téléphonique spéciale, pour pouvoir être rapidement informée des nouvelles observations d'ovnis. 
À la mort de Hynek, en 1986, l'association fut renommée J. Allen Hynek Center for UFO Studies, bien qu'elle soit toujours appelée CUFOS. Aujourd'hui, son directeur est le Dr. Mark Rodeghier, docteur en sociologie à l'Université de l'Illinois. 
L'adresse de l'association est : 924 Chicago Avenue — 60202 Evanston (Illinois) — États-Unis.